# 宮入千洋
宮入 千洋（みやいり ちひろ、1979年4月28日 - ）は、信越放送（SBC）のアナウンサー。

## 概要
長野県東筑摩郡坂北村（現・筑北村）出身。長野県松本深志高等学校、早稲田大学卒業。
2003年北日本放送に入社したが、2007年3月に同社を退社し、SBCに移籍した。高校の先輩に澤木麻弥（元KNBアナウンサー）がいる（演劇部の先輩でもある）。

## 現在の担当番組
テレビ
- SBCニュースワイド（2022年1月6日 - [2][3]、キャスター[4]）

## 過去の担当番組

### 信越放送
- ずくだせテレビ（2016年10月3日 - 2022年4月29日[2][5]）
- 第31回長野県市町村対抗駅伝 （2022年4月30日）[5]
- 3時は!ららら♪

### 北日本放送
- KNBわいどプラス1
- KNBアナのおそばん
- ラブぽけ
- 日本列島こんにちは
- 宮入ラジオ〜日曜の放課後〜

## 出演

### 映画
- ペルセポネーの泪（2021年11月26日、信越放送、源田企画） - 継森 役